# Châlons-du-Maine
Châlons-du-Maine is een gemeente in het Franse departement Mayenne (regio Pays de la Loire) en telt 422 inwoners (1999). De plaats maakt deel uit van het arrondissement Laval.

## Geografie
De oppervlakte van Châlons-du-Maine bedraagt 9,7 km², de bevolkingsdichtheid is 43,5 inwoners per km².

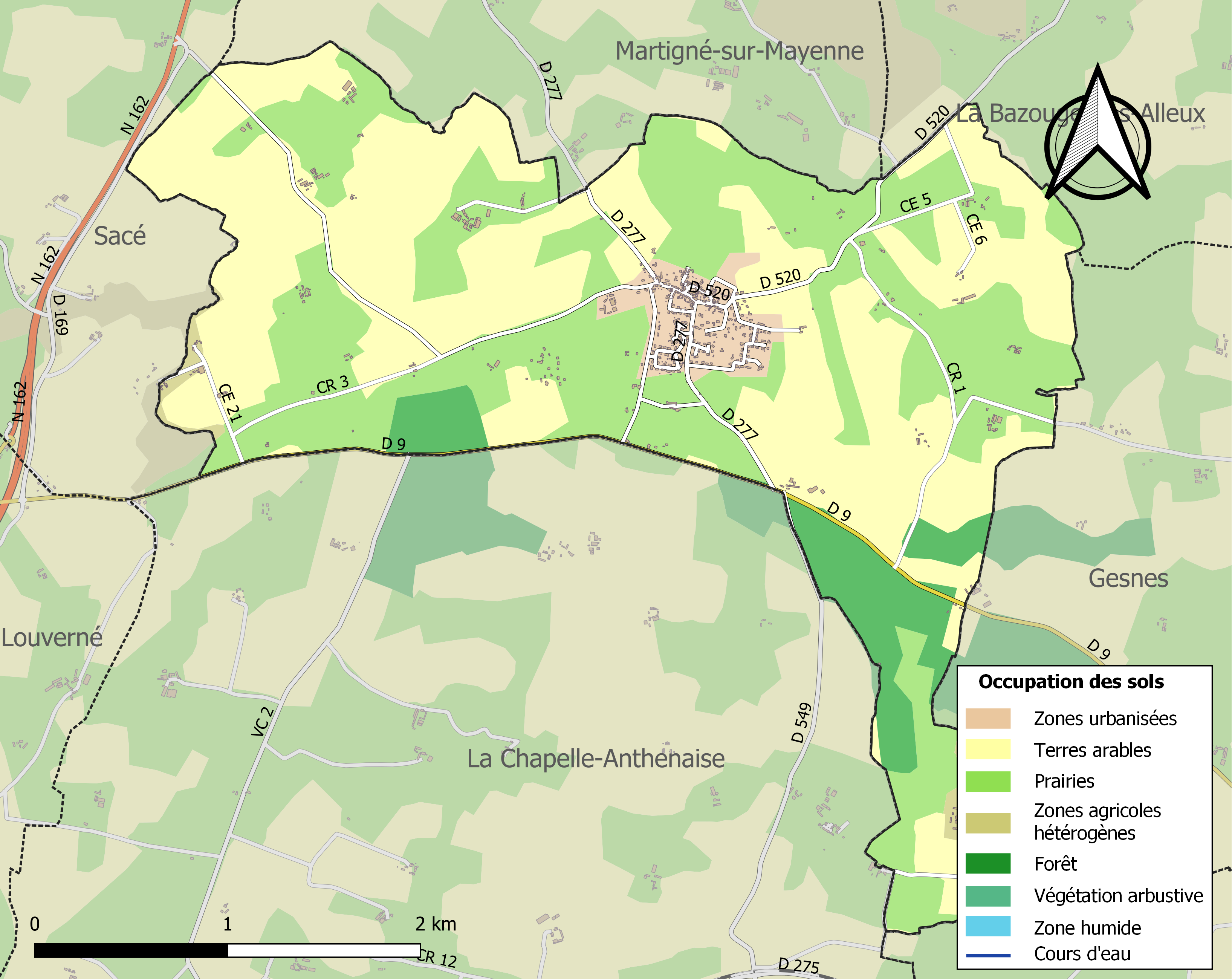
Kaart van de gemeente met de belangrijkste infrastructuur, bodemgebruik en omliggende gemeenten

## Demografie
Onderstaande figuur toont het verloop van het inwonertal (bron: INSEE-tellingen).

## Geboren in Châlons-du-Maine
- Jules Renard (1864-1910), Frans schrijver

1. ↑  Populations de référence 2022.